# جهد استثاري بعد مشبكي

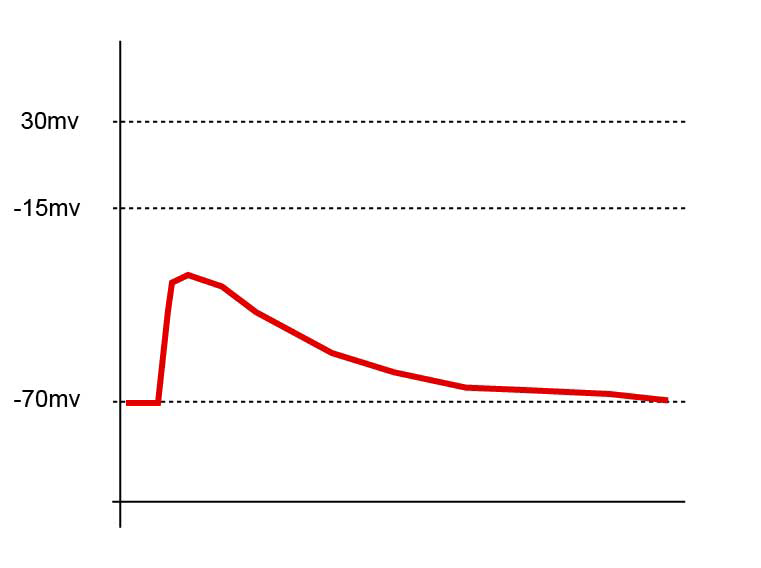
لا يستطيع EPSP واحد فقط إزالة استقطاب الغشاء وبالتالي يكون غير قادر على توليد جهد الفعل.

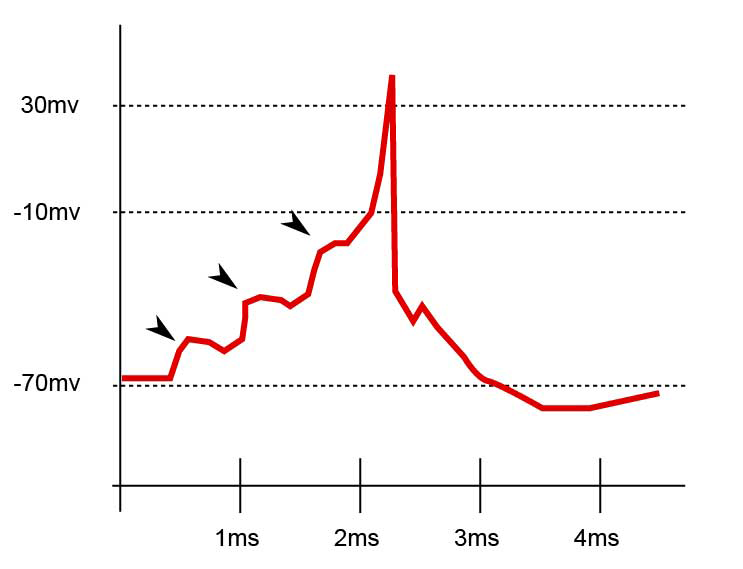
يؤدي مجموع جميع ال EPSPs (ثلاثة في الرسم أعلاه) إلى توليد جهد الفعل وإزالة الاستقطاب.

في العلوم العصبية، يعد الجهد الاستثاري البعد مشبكي أو الجهد الاستثاري التالي للمشبك*(EPSP) نوع من الجهود المشبكية (والجهود البعد مشبكية) التي تجعل الخلايا العصبية بعد المشبكية أكثر احتمالية لتوليد جهود الفعل.
يعتبر هذا التغيير في الجهد الغشائي أكثر شيوعًا من ال IPSP. الEPSP عبارة عن إزالة الاستقطاب، الناجم عن التدفق الصافي للكاتيونات (عادةً أيون الصوديوم Na+). نظرًا لأن هذا التسريب للشحنة الموجبة يجلب جهود الغشاء نحو العتبة التي يتم عندها توليد النبضات العصبية، يُطلق عليها اسم الجهد الاستثاري البعد مشبكي (EPSP). إن عكس الجهد الاستثاري البعد مشبكي هو الجهد التثبيطي البعد مشبكي (IPSP)، وهو نوع من الجهود المشبكية (والجهود البعد مشبكية) التي تجعل الخلايا العصبية بعد المشبكية أقل احتمالية لتوليد جهود الفعل. تعمل الناقلات العصبية الأخرى على تحفيز التدفق الصافي للشحنة الموجبة (عادةً على شكل أيون البوتاسيوم K + منتشر خارج الخلية)، مما يجعل الجزء الداخلي من الغشاء أكثر سلبية. نظرًا لأن فرط الاستقطاب هذا يجذب جهود الغشاء بعيدًا عن العتبة، مما يزيد من صعوبة توليد نبضة عصبية، يُطلق عليه اسم الجهد التثبيطي البعد مشبكي (IPSP).
عندما تكون احتمالية توليد جهود الفعل كبيرة (EPSP)، فذلك يعني ازالة الاستقطاب المؤقت للجهد الغشائي البعد مشبكي، والناجم عن تدفق الأيونات الموجبة إلى الخلية البعد مشبكية، وهذا يحدث نتيجة لفتح قنوات أيونوتروبية. في المقابل، ينتج ال IPSP عن تدفق الأيونات السالبة إلى الخلية أو الأيونات الموجبة خارج الخلية. يمكن أن تنتج الEPSPs أيضًا عن انخفاض في الشحن الإيجابية الخارجة، في حين أن IPSPs ناتجة أحيانًا عن زيادة في تدفق الشحن الإيجابية الداخلة. يُسمى تدفق الأيونات الذي يسبب EPSP تيار استثاري بعد مشبكي (EPSC).
يتم تحفيز الجهد الاستثاري البعد مشبكي بواسطة الناقلات العصبية التي تفتح قنوات الكالسيوم (Ca2 +). يكون الكالسيوم عموماً في تركيزات أعلى خارج غشاء الخلايا العصبية. عندما يتم فتح قنوات الكالسيوم بواسطة ناقل عصبي، يحدث تدفق الكالسيوم مع إزالة الاستقطاب تحت العتبة عبر الغشاء. نظرًا لأن هذا الاستقطاب هو عتبة فرعية، فإن EPSPs المتعددة ضرورية لتنشيط جهود الفعل، حيث أن EPSP واحد لا يكون عادةً كافياً لتنشيط جهود الفعل. ولذلك يتم وصف الEPSPs، مثل الIPSPs، على أن لها تأثير إضافي.  عندما تحدث عدة EPSPs على رقعة واحدة من الغشاء بعد المشبكي، فإن تأثيرها المشترك هو مجموع جميع ال EPSPs الفردية. ينتج عن الEPSP الأكبر ازالة استقطاب أكبر للأغشية وبالتالي يزيد من احتمالية وصول الخلية بعد المشبكي إلى عتبة إطلاق جهد الفعل.
 إن تفاعل ال EPSPs و IPSPs المتنافسين في مئات أو حتى آلاف المشابك على خلية عصبية واحدة يحدد ما إذا كان الدافع العصبي الذي يصل إلى النهايات العصبية القبل مشبكية سيتم تجديده (استثاري) أو تثبيطه في الغشاء بعد المشبكي عن طريق إما إزالة أو فرط الاستقطاب، على التوالي.
تنتج ال EPSPs في الخلايا الحية كيميائيا.[بحاجة لمصدر]عندما تطلق خلية عصبية نشطة قبل مشبكية نواقل عصبية في المشبك، يرتبط بعضها بمستقبلات في الخلية العصبية البعد مشبكية. تحتوي العديد من هذه المستقبلات على قناة أيونية قادرة على تمرير أيونات موجبة الشحنة إما داخل الخلية أو خارجها (تسمى هذه المستقبلات مستقبلات أيونوتروبية). في نقاط التشابك العصبي الاستثاري، تسمح القناة الأيونية عادةً بدخول الصوديوم إلى الخلية، مما يولد تيارًا استثارياً في الخلية البعد مشبكية.  يتسبب تيار إزالة الاستقطاب هذا في زيادة الجهود الغشائية مؤدياً إلى نشوء ال EPSP.

## الجزيئات الإثارية
الناقل العصبي المرتبط غالبًا بـ EPSPs هو الحمض الأميني الغلوتامات، وهو الناقل العصبي الإثاري الرئيسي في الجهاز العصبي المركزي للفقاريات.أدى انتشاره في كل مكان في المشابك الإثارية إلى تسميته بالناقل العصبي الإثاري. في بعض اللافقاريات، يعتبر الغلوتامات هو الناقل الإثاري الرئيسي عند الموصل العصبي العضلي.

## حالات طبية
الحالتان المرتبطتان بخلل في الEPSP الأكثر شيوعاً هما متلازمة الوهن العضلي الخلقي والوهن العضلي الوبيل.

## حواش
ويُعرف أيضًا بالكامن الاستثاري البعد مشبكي أو الكامن الاستثاري التالي للمشبك.

## روابط خارجية
- الانتقال الكمي في المشابك العصبية العضلية